# Air Rage - Missione ad alta quota
Air Rage - Missione ad alta quota (Air Rage) è un film del 2001 diretto da Fred Olen Ray.

## Trama
Il colonnello dei Marines John Sykes viene condannato a vita per essere stato riconosciuto colpevole di crimini di guerra. I suoi uomini però riescono a farlo scarcerare e dirottare un aereo per ottenere un forte riscatto.